# Вілленова (Нью-Йорк)
Вілленова (англ. Villenova) — місто (англ. town) в США, в окрузі Чотоква штату Нью-Йорк. Населення — 1057 осіб (2020).

## Демографія
Згідно з переписом 2010 року, у місті мешкало 1110 осіб у 433 домогосподарствах у складі 306 родин. Було 531 помешкання
Расовий склад населення:
| - 96,7 % — білих - 1,0 % — корінних американців - 0,5 % — чорних або афроамериканців - 0,5 % — азіатів |

До двох чи більше рас належало 1,2 %. Частка іспаномовних становила 2,4 % від усіх жителів.
За віковим діапазоном населення розподілялося таким чином: 23,6 % — особи молодші 18 років, 60,5 % — особи у віці 18—64 років, 15,9 % — особи у віці 65 років та старші. Медіана віку мешканця становила 42,4 року. На 100 осіб жіночої статі у місті припадало 97,5 чоловіків;  на 100 жінок у віці від 18 років та старших — 102,4 чоловіків також старших 18 років.
Середній дохід на одне домашнє господарство  становив 51 202 долари США (медіана — 42 232), а середній дохід на одну сім'ю — 61 366 доларів (медіана — 52 500). Медіана доходів становила 45 833 долари для чоловіків та 33 750 доларів для жінок. За межею бідності перебувало 10,8 % осіб, у тому числі 10,3 % дітей у віці до 18 років та 2,5 % осіб у віці 65 років та старших.
Цивільне працевлаштоване населення становило 394 особи. Основні галузі зайнятості: освіта, охорона здоров'я та соціальна допомога — 24,6 %, виробництво — 17,8 %, сільське господарство, лісництво, риболовля — 12,7 %, будівництво — 9,6 %.